# Olga Nazarovová
Olga Vladimirovna Nazarovová (rusky Ольга Владимировна Назарова, Nazarova; * 1. června 1965 Tula) je bývalá sovětská a ruská atletka, která startovala hlavně v běhu na 400 metrů. V letech 1988 a Soul 1992 získala dvě zlaté olympijské medaile ve štafetě 4 × 400 metrů. V štafetách získala také zlato na MS 1991 a stříbro na MS 1987.

## Osobní rekordy
Dráha
- Běh na 4 × 400 metrů – 3:15,17 min. (1.10. 1988, Soul)  (Současný světový rekord)